# Кудрявцев, Егор Сергеевич
Егор Сергеевич Кудрявцев (род. 12 мая 1985 года) - российский и латвийский игрок в хоккей с мячом.

## Карьера
До 2011 года выступал в составе КХМ «СКА ДВО» (Хабаровск). С 2011 года играет в любительской лиге за хабаровскую команду «Арсенал». 
На чемпионате мира 2015 года привлекался в латвийскую сборную. В группе А, где сборная Латвии заменила сборную Украины, провёл 5 игр и забил один гол.